# الکساندر ژانی
الکساندر ژانی (فرانسوی: Alexandre Jany‎؛ ۵ ژانویه ۱۹۲۹ – ۱۸ ژوئیه ۲۰۰۱) بازیکن واترپلو اهل فرانسه بود.
وی در مسابقات کشوری و بین‌المللی در مجموع برندهٔ ۵ مدال طلا، ۲ مدال نقره، ۲ مدال برنز شده‌است.